# Maytown (Alabama)
Maytown város az USA Alabama államában, Jefferson megyében. Lakosainak száma 316 fő (2020. április 1.).

## Népesség
A település népességének változása:

| 2010 | 385 |
| 2020 | 316 |